# متیکوش
متیکوش (به صربی: Metikoš) یک منطقهٔ مسکونی در صربستان است که در کرالیفو واقع شده‌است.